# Shahada

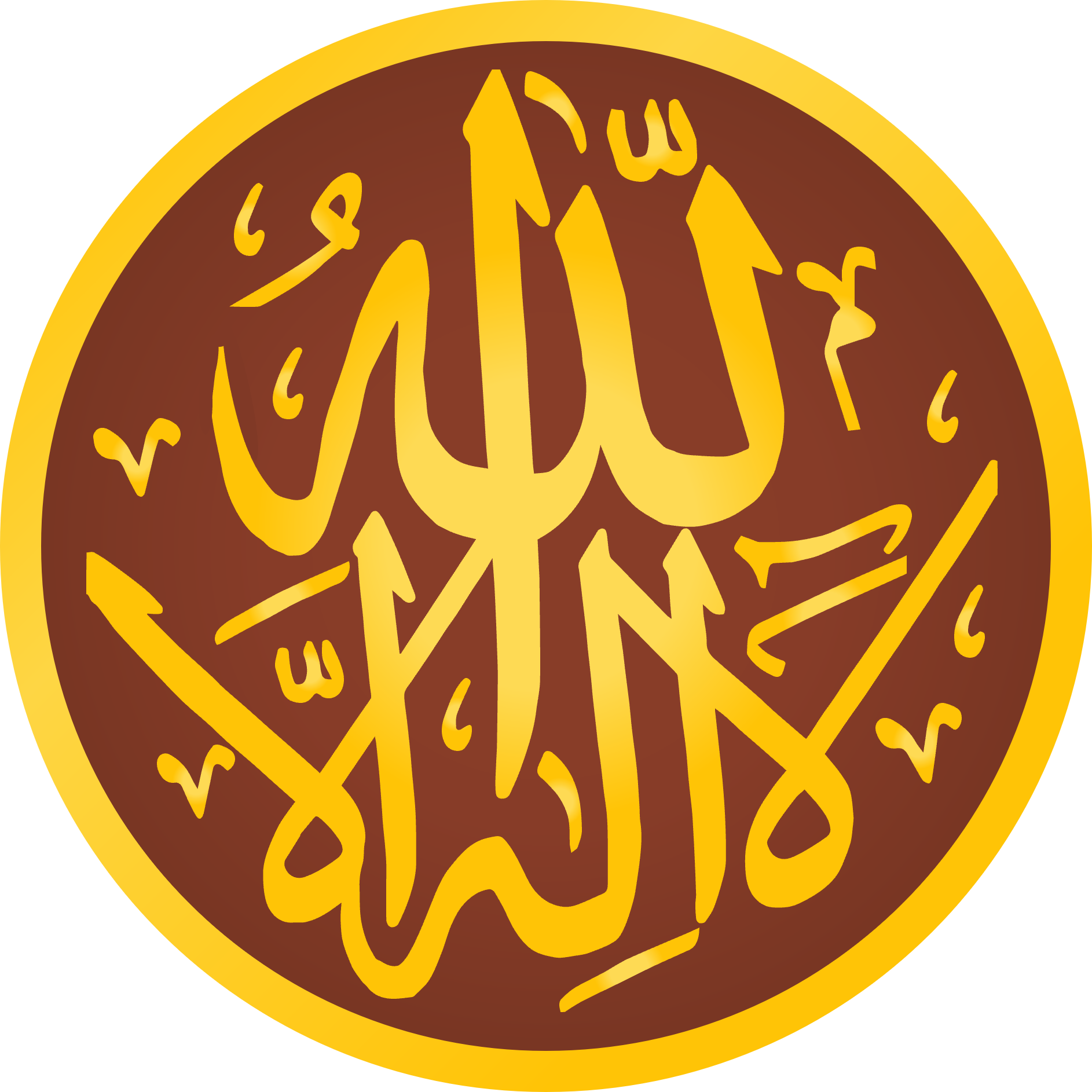
Shahada trong thư pháp Ả Rập

Shahada (tiếng Ả Rập: ٱلشَّهَادَةُ aš-šahādah - Chứng ngôn) là một tuyên thệ về đức tin trong tín ngưỡng Hồi giáo về tính duy nhất của Thượng đế và sự chấp nhận Muhammad là tiên tri của Thượng đế. Shahada là một trong năm cột trụ của Hồi giáo, và là một phần của Adhan.
Thuộc lòng chứng ngôn này là điều kiện duy nhất để gia nhập đạo Hồi, và tín đồ cần phải đọc nó với niềm tin chân thành và thái độ thành kính, nghiêm túc, ngay chính. Ở phái hồi giáo Shia còn có một số dị bản về việc Ali là người giám hộ duy nhất của Allah.

## Nội dung của Shahada
Nội dung của Shahada gồm có 2 phần:
لَا إِلَٰهَ إِلَّا ٱللَّٰهُ (lā ʾilāha ʾillā -llāh) - "Không có thánh thần nào ngoài Allah,
مُحَمَّدٌ رَسُولُ ٱللَّٰهِ (muḥammadur rasūlu -llāh) - Muhammad là sứ giả của Allah."

Hai mệnh đề trên được kết nối với nhau thông qua cụm أَشْهَدُ أَنْ - (ašhadu - "tôi thừa nhận rằng"), từ đó trở thành một câu Shahada hoàn chỉnh: 
أَشْهَدُ أَنْ لَا إِلَٰهَ إِلَّا ٱللَّٰهُ وَأَشْهَدُ أَنَّ مُحَمَّدًا رَسُولُ ٱللَّٰهِ
(ašhadu ʾan lā ʾilāha ʾilla -llāhu, wa-ʾašhadu ʾanna muḥammadan rasūlu -llāh)
Tôi thừa nhận rằng không có thánh thần nào ngoài Allah, và tôi chứng nhận Muhammad là sứ giả của Ngài. 
Ở Hồi giáo Shia, một cụm từ mở rộng đề cập đến Ali ở cuối cùng, mặc dù không bắt buộc:
وعليٌ وليُّ الله (wa ʿAliyyun waliyyu l-Lāh) - và Ali là wali (người giám hộ) của Allah".

## Trong các lá cờ quốc gia

Lá cờ của Taliban, với nền màu trắng và câu Shahada được cách điệu, màu đen.